# Wa-21
Wa-21 — тральщик Імперського флоту Японії, який взяв участь у Другій світовій війні.
Корабель, який належав до допоміжних тральщиків типу Wa-1, спорудили у 1943 році на верфі компанії Hitachi Zōsen.
З червня 1943-го Wa-21 належав до сил, що забезпечували охорону протоки Кії (веде до Внутрішнього Японського моря між островами Хонсю та Сікоку. Тут він ніс патрульну та ескортну службу, а в серпні — вересні 1944-го також виконав кілька завдань з постановки мін.
23 квітня 1944-го Wa-21 провів безрезультатну атаку глибинними бомбами проти підводного човна, що перед тим уразив японське судно. Так само безрезультатними виявились і скидання глибинних бомб 30 травня 1944-го після потоплення транспорту «Шига-Мару» (Shiga Maru).
Корабель дочекався капітуляції Японії, а в жовтні 1947-го був переданий США і того ж місяця потоплений як ціль.